# Bodoki-hegység
A Bodoki-hegység (románul: Munții Bodoc) a Keleti-Kárpátokból teljes egészében Kovászna megye területén helyezkedik el. Észak-dél irányú, egyre csökkenő magasságokkal, hossza nagyjából 25 km. Határai északon a Torjai-hágó (940 m), a Csomád-hegység és a Torjai-hegység, keleten és délen a Felső-háromszéki-medence, nyugaton az Olt völgye. Legmagasabb pontja a Kő möge nevű hegy (1240 m). 
A főgerinc hegyei (északról délre): Kis-tető (1087 m), Rövidsarok-tető (1190 m), Hosszúsarok-tető (1221 m), Kőmöge (1240 m), Szárhegy (1213 m), Bojtorjános, Hentermező, Bodoki-havas (1194 m), Csihányos (868 m), Óriáspince-tető (658 m). Déli részén található a mesterségesen kialakított Besenyői-tó, amely az egyik legnagyobb állóvíz Kovászna megyében. A Bodoki-hegység legnagyobb folyóvizei a Zsombor-patak és a Besenyő-patak.